# Kaniów (Bestwina)

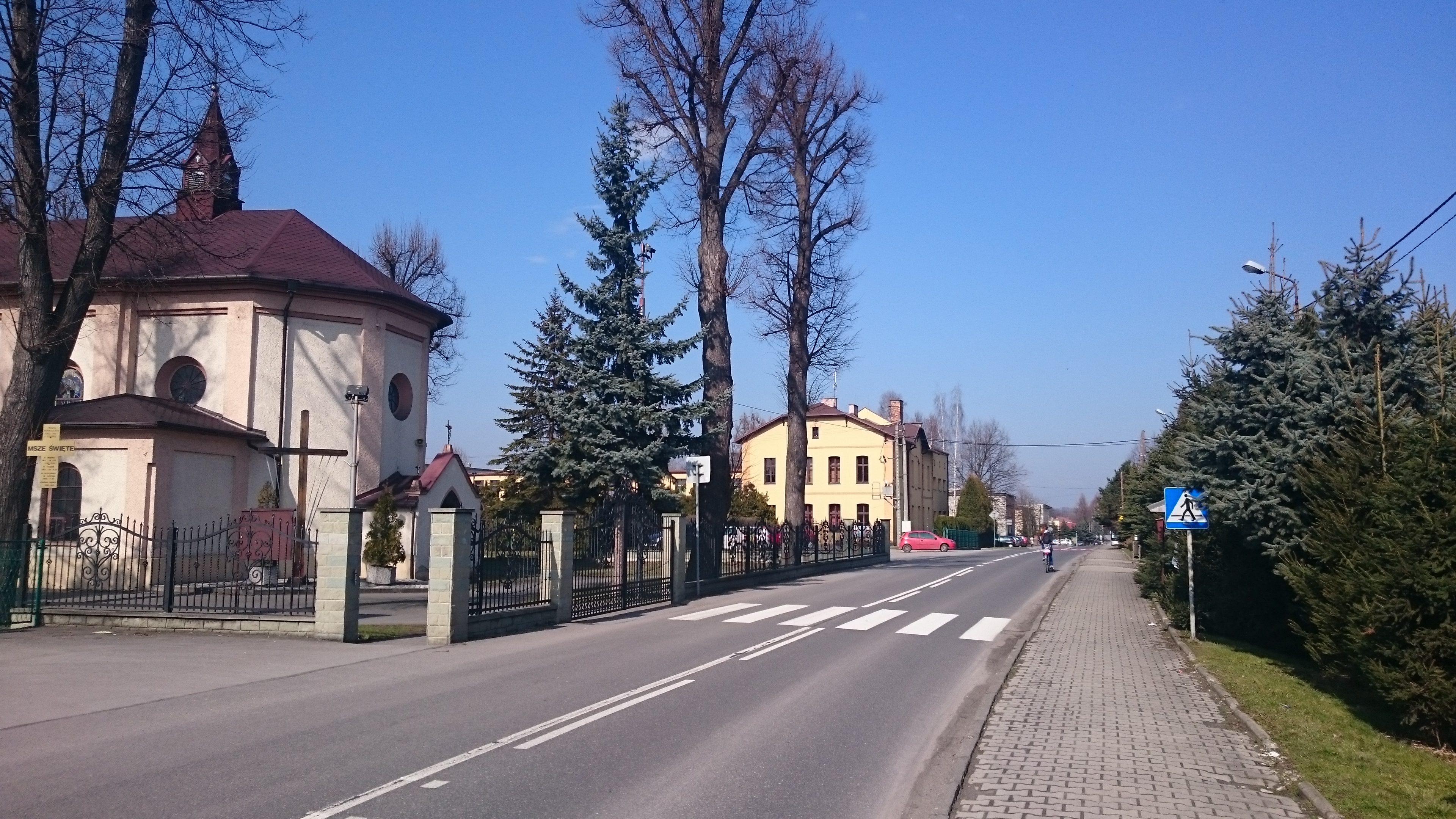
Ortsmitte

Kaniów (deutsch Kaniau) ist eine Ortschaft mit einem Schulzenamt der Gemeinde Bestwina im Powiat Bielski der Woiwodschaft Schlesien in Polen.

## Geographie
Kaniów liegt im Auschwitzer Becken (Kotlina Oświęcimska) am rechten Ufer der Weichsel an der Mündung des Flusses Biała, etwa 35 km südlich von Katowice im Powiat (Kreis) Bielsko-Biała.
Das Dorf hat eine Fläche von 1251 ha.
Nachbarorte sind die Stadt Czechowice-Dziedzice im Westen, Rudołtowice und Grzawa im Norden, Dankowice im Osten sowie Bestwina und Bestwinka im Süden.

## Geschichte
Die älteste Siedlung innerhalb des heutigen Dorfes Kaniów war Żebracz, das wurde am 31. Dezember 1388 vielleicht in einer Urkunde des Teschener Herzogs Przemislaus I. erstmals urkundlich als Bettelsdorff und später im Jahre 1443 als Zebraczie erwähnt.
Das Flussbett der Biała verlagerte sich oft wegen Überflutungen und das Dorf wurde in zwei Teile geteilt. Der Teil am linken Ufer lag im Herzogtum Teschen, der Teil am rechten Ufer im Herzogtum Auschwitz. Der westliche Teil wurde später von Czechowice (heute Czechowice-Dziedzice) absorbiert, der Name überstand bis heute als ein bewohnter Stadtteil. Der östliche Teil wurde 1457 mit dem Herzogtum Auschwitz von Polen abgekauft und als Zebracza erwähnt. Im Jahre 1543 betraf den Ort eine große Überflutung, sie bewog die Einwohner zur Gründung einer neuen Siedlung, diese wurde später Kaniów Stary (Alt Kaniau) genannt. Später wurde der Name Żebracz nicht mehr gebraucht und nur der Name Kaniów benutzt.
Bei der Ersten Teilung Polens kam Kaniów 1772 zum neuen Königreich Galizien und Lodomerien des habsburgischen Kaiserreichs (ab 1804).
Nach der Aufhebung der Patrimonialherrschaften bildete es ab 1850 die Gemeinde Kaniów Stary im Bezirk und Gerichtsbezirk Biała.
Eine römisch-katholische Pfarrei wurde im Jahre 1876 errichtet.
1918, nach dem Ende des Ersten Weltkriegs und dem Zusammenbruch der k.u.k. Monarchie, kam Kaniów zu Polen. Unterbrochen wurde dies nur durch die Besetzung Polens durch die Wehrmacht im Zweiten Weltkrieg. Es gehörte dann zum Landkreis Bielitz im Regierungsbezirk Kattowitz in der Provinz Schlesien (seit 1941 Provinz Oberschlesien).
Von 1975 bis 1998 gehörte Kaniów zur Woiwodschaft Katowice. Von 1977 bis 1982 gehörte es mit der Gemeinde Bestwina zur Stadt Czechowice-Dziedzice.

## Persönlichkeiten
- Ludwig Mayer (* 7. Juli 1834 in Kaniów Stary; † 16. Februar 1917 in Wien), österreichischer Maler